# 크라폰느 운하

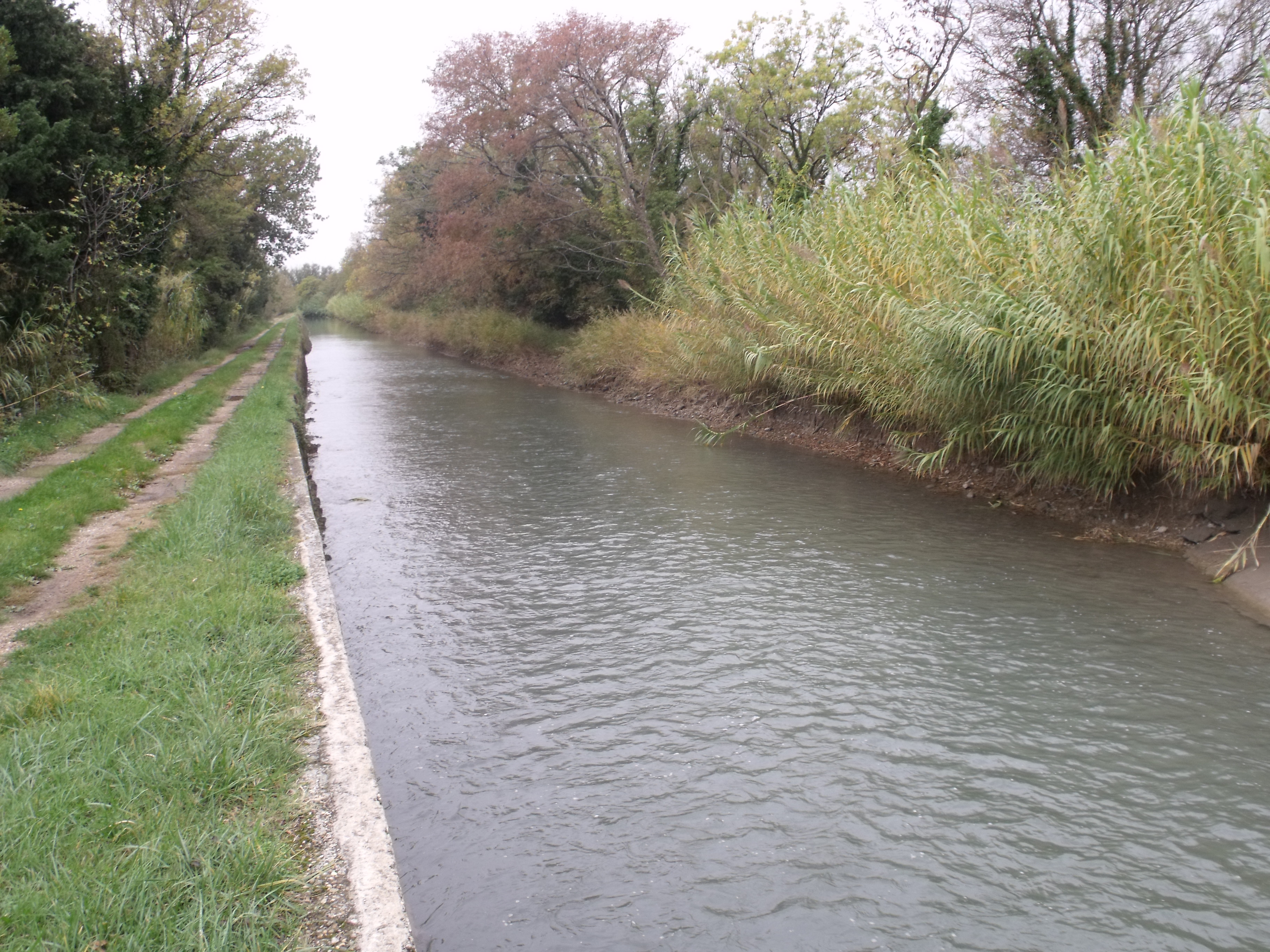
크라폰느 운하

크라폰느 운하(프랑스어: Canal de Craponne)는 프로방스알프코트다쥐르에 위치한 운하이다.